# Bungo (regentschap)
Bungo is een regentschap (kabupaten) in de provincie Jambi op Sumatra, Indonesië. Het regentschap heeft een oppervlakte van 7160 km² en heeft 230.323 inwoners (2002). De hoofdstad van Bungo is Muara Bungo. De naam Bungo betekent letterlijk Bloem.
Bungo grenst in het noorden en oosten aan het regentschap Tebo, in het zuiden aan het regentschap Merangin en in het westen aan het regentschap Sijunjung (in de provincie West-Sumatra).
Bungo is onderverdeeld in de volgende onderdistricten (kecamatan):
- Bathin II Babeko
- Bathin II Pelayang
- Bathin III
- Bathin III Ulu
- Bungo Dani
- Jujuhan
- Jujuhan Ilir
- Limbur Lubuk Mengkuang
- Pasar Muara Bungo
- Rimbo Tengah
- Muko-Muko Bathin VII
- Pelepat
- Pelepat Ilir
- Rantau Pandan
- Tanah Sepenggal
- Tanah Sepenggal Lintas
- Tanah Tumbuh